# Damarchus assamensis
Damarchus assamensis är en spindelart som beskrevs av Hirst 1909. Damarchus assamensis ingår i släktet Damarchus och familjen Nemesiidae. Inga underarter finns listade i Catalogue of Life.